# Pegaso 6420
El Pegaso 6420 fue un autobús urbano tipo autoportante desarrollado por ENASA en 1985 para poder sustituir el Pegaso 6038.
Dentro del catálogo de ENASA, después de un pedido se añadió también el Pegaso 6424, con un motor un poco más potente. Tiene bastidor rígido, lleva un motor Pegaso Diesel 96T4Ez de 240 cv) y disposición de los elementos mecánicos.

## Historia
En el año 1985, la marca Pegaso estaba buscando un autobús tan robusto y eficaz como lo había sido el Pegaso 6038 y encontró en Man la solución. El pegaso 6420 fue una adaptación del modelo SL200, vehículo diseñado por MAN dentro del estándar VOV 1 que imperaba en Alemania.
En un principio, el modelo se llamó Pegaso 6420. Se le instaló un motor Pegaso 96A4AZ atmosférico de 11.945 cm³, 200cv y un eje trasero de Pegaso. Como la carrocería era demasiado antigua, se le encargó a Obradors que modernizase las líneas del primigenio 6420, creando una carrocería de la que se encargó la propia Enasa de comercializar.
Cuando se estaba acabando ya el nuevo autobús, llegó un pedido por parte de Venezuela para el servicio urbano de Caracas, con la particularidad de que los pidieron con más potencia y entonces Pegaso adaptó un turbocompresor a la mecánica 96A4Az, creando el motor 96T4Ez de 240 cv manteniendo la cilindrada en 11.945 cm³. A este modelo se le llamó Pegaso 6424 y fue la base sobre la que la EMT de Madrid renovó su vieja flota de autobuses Pegaso, desapareciendo de sus calles los pocos 6050 que quedaban y una buena parte de la flota de 6038.
El modelo 6420 con carrocería Enasa no convenció mucho a los responsables de la EMT de Madrid, puesto que remotorizaron este autobús con el motor del 6424 y se encargó a Unicar el carrozado del 6424 durante el tiempo que duró el pedido, pero a otras grandes capitales como Barcelona o Valencia, el Pegaso 6420, si que pareció convencerles.
En total, la EMT de Madrid recibió 775 unidades del modelo 6424 de Pegaso, modelo con el que se cierra la historia de los autobuses autoportantes y cesa la producción de autobuses urbanos bajo la marca Pegaso, quedando a partir del año 1993 la producción de autobuses bajo los auspicios de Iveco con la adaptación para el mercado español del Iveco Turbocity bajo la denominación de Iveco-Pegaso 5522.
En Barcelona, TMB recibió un total de 184 autobuses del modelo Pegaso 6420 (y 6 del Pegaso 6424), mientras que la EMT de Valencia recibió tan solo 56 unidades del Pegaso 6420.

## Curiosidades
Quedó un prototipo que llegó a ver la luz, que es el Pegaso 6424, pero con la carrocería Unicar U-92, siendo este el único chasis Pegaso que montó esta carrocería de la que se construyeron pocos ejemplares. Dicho prototipo lo conserva Acet en un pueblo de la provincia de Valencia después de su periplo como autobús urbano en Benidorm.

## Imágenes de los Pegasos 6420 y 6424

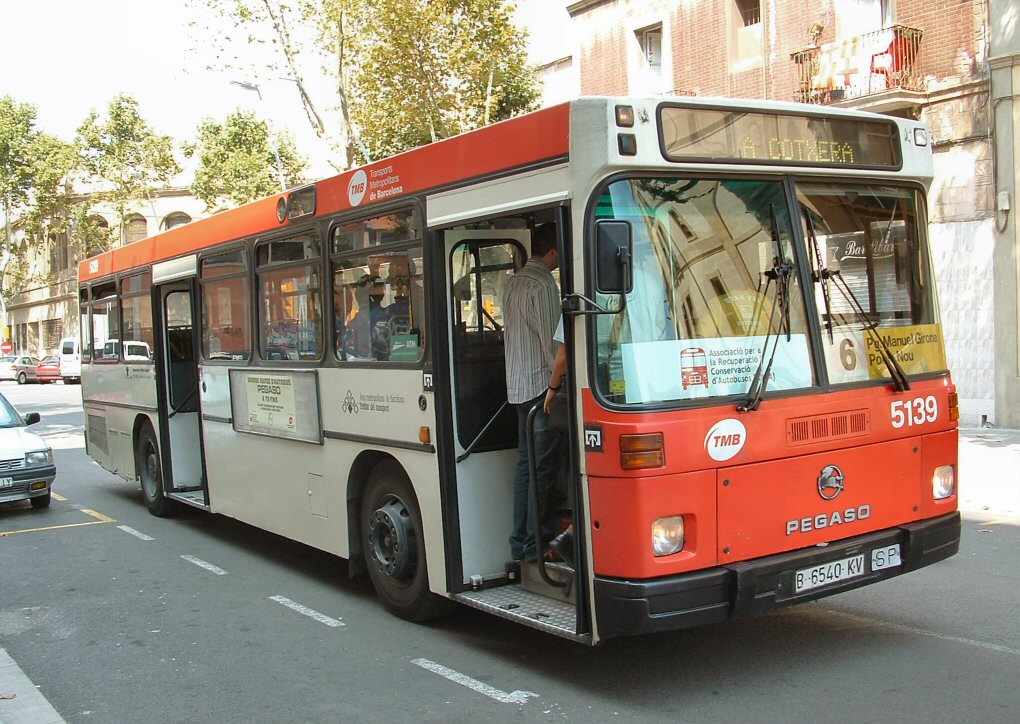
Pegaso 6420 de TMB